# Airon
L'Airon, appelé la Futaie dans ses premiers kilomètres, est une rivière française, affluent de la Sélune, qui coule dans les départements de la Mayenne, d'Ille-et-Vilaine, et de la Manche.

## Géographie
L'Airon prend sa source près de Montaudin, à 194 m d'altitude sous le nom de Futaie. La Futaie reçoit ensuite à gauche la Glaine avec laquelle elle forme l'Airon. Cette rivière arrose une partie du canton de Gorron, et sert, sur un parcours de quelques kilomètres, de limite entre la Mayenne et l'Ille-et-Vilaine. Elle entre ensuite dans le département de la Manche. Au lieu-dit l'Habit, l'Airon reçoit la Cambre. L'Airon se jette enfin dans la Sélune à Saint-Hilaire-du-Harcouët après un parcours de 41,7 km.

### Communes traversées ou bordées

#### Sous le nom deFutaie
Source (en Mayenne) : entre Montaudin (rive gauche) et Saint-Berthevin-la-Tannière (rive droite).
- Saint-Mars-sur-la-Futaie (rive droite).
- Saint-Ellier-du-Maine (rive gauche).
- Pontmain (gauche).
- Landivy (droite).
- La Bazouge-du-Désert (gauche, Ille-et-Vilaine).
- Louvigné-du-Désert (gauche, Ille-et-Vilaine).

#### Sous le nom d'Airon
- Landivy (droite, Mayenne)[1].
- Louvigné-du-Désert (gauche, Ille-et-Vilaine).
- Point limite des trois départements (Mayenne, Ille-et-Vilaine, Manche) et des trois régions (Pays de la Loire, Bretagne, Normandie).
- Les Loges-Marchis (gauche, Manche).
- Savigny-le-Vieux (droite).
- Moulines (droite).
- Saint-Hilaire-du-Harcouët (droite, puis traversée, puis confluent avec la Sélune).

### Bassin versant
Le bassin versant de l'Airon est voisin du bassin de la Loire à l'est et au sud, par ses sous-affluents l'Ourde et l'Ernée, du Couesnon au sud-est et des autres affluents de la Sélune au nord-ouest et au nord-est. Le confluent avec cette dernière est au nord du bassin.

## Affluents
Les affluents de l'Airon sont tous de longueurs inférieures à 16 km, les deux plus longs étant la Cambre (15,2 km), qui conflue à droite en limite des communes de Landivy et Savigny-le-Vieux, et la Glaine (14,3 km), qui conflue à gauche à Louvigné-du-Désert. Les autres affluents notables sont la Hogue (7 km, à droite entre Saint-Berthevin-la-Tannière et Saint-Mars-sur-la-Futaie) et le ruisseau de Mausson (6,9 km, à droite entre Saint-Mars-sur-la-Futaie et Landivy).

## Hydrologie
L'Airon a été observé à la station I9122020 de Landivy.